# Wilhelm Passavant
Wilhelm Passavant (* 7. April 1886 in Michelbach; † 31. März 1959 ebenda) war ein deutscher Unternehmer.

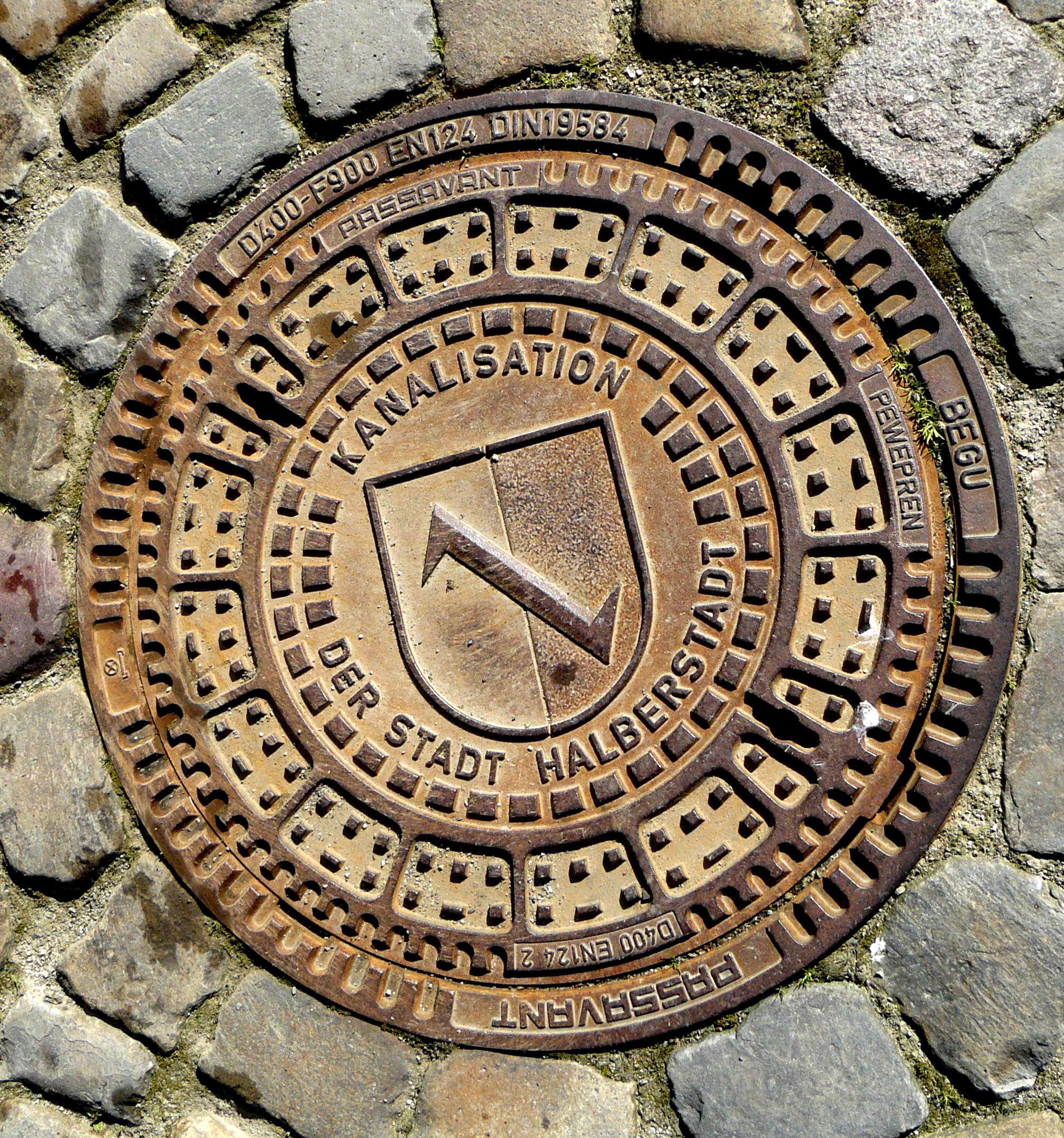
Kanaldeckel der Firma Passavant

## Leben
Wilhelm Passavant entstammte der Frankfurter Linie der Familie Passavant und war der Sohn des Unternehmers Adolph Passavant (1841–1926) und dessen Ehefrau Johanna Elisabeth Passavant, geborene Eckhard (1854–1929). Am 29. Mai 1917 heiratete er in Wiesbaden Charlotte Susanne Hermine geborene Schack (* 11. März 1892 in Wiesbaden).
Er besuchte die Oberrealschule in Wiesbaden und studierte bis 1908 in Darmstadt und Clausthal Ingenieurwesen. Im Ersten Weltkrieg war er Kriegsteilnehmer, bevor er 1917 die Leitung des väterlichen Unternehmens, der Michelbacher Hütte, übernahm, in die er 1910 eingetreten war. Unter ihm expandierte das Unternehmen und spezialisierte sich auf Abwassertechnik. Sein Sohn Udo Passavant (* 1921) verkaufte das Unternehmen im Jahr 2000 an die ACO Gruppe und an Bilfinger & Berger. 
Passavant gehörte in der Weimarer Republik der DVP an. Von 1930 bis 1933 gehörte er für die DVP bzw. den Wahlkreis Obertaunuskreis dem Nassauischen Kommunallandtag an und war dort wirtschaftspolitischer Sprecher seiner Fraktion. Bei den Wahlen zum Kommunallandtag am 12. März 1933 erhielt er kein Mandat. 1928 kandidierte er als Ersatzmann bei den Wahlen zum Preußischen Landtag. Ferner war er langjähriges Mitglied des Gemeinderates von Michelbach.

## Auszeichnungen
Er war Träger des Ehrenrings des Deutschen Normausschußes. 1950 wurde er Ehrensenator der TH Stuttgart und 1952 Ehrendoktor der TH Darmstadt. 1956 wurde er mit dem Bundesverdienstkreuz ausgezeichnet. Im Folgejahr wurde er Ehrenbürger von Michelbach. Die Wilhelm-Passavant-Straße in Aarbergen ist nach ihm benannt.